# Dusun Ulu
Dusun Ulu is een bestuurslaag in het regentschap Simalungun van de provincie Noord-Sumatra, Indonesië. Dusun Ulu telt 3546 inwoners (volkstelling 2010).